# Zénith-Hôtel
Zénith-Hôtel est le premier roman d'Oscar Coop-Phane paru le 24 mars 2012 aux éditions Finitude et ayant obtenu la même année le Prix de Flore.

## Historique
Le 8 novembre 2012, le roman est récompensé du prix de Flore au troisième tour de scrutin par neuf voix contre cinq à Les Patriarches d'Anne Berest.

## Éditions
- Éditions Finitude, 2012,  (ISBN 978-2363390080)
- (en) Zenith-Hotel, trad. Ros Schwartz, Arcadia, 2013.